# Baconton
Baconton és una població dels Estats Units a l'estat de Geòrgia. Segons el cens del 2000 tenia 804 habitants.

## Demografia
Segons el cens del 2000, Baconton tenia 804 habitants, 289 habitatges, i 212 famílies. La densitat de població era de 242,5 habitants per km².
Dels 289 habitatges en un 37% hi vivien nens de menys de 18 anys, en un 38,1% hi vivien parelles casades, en un 30,1% dones solteres, i en un 26,3% no eren unitats familiars. En el 23,2% dels habitatges hi vivien persones soles l'11,1% de les quals corresponia a persones de 65 anys o més que vivien soles. El nombre mitjà de persones vivint en cada habitatge era de 2,78 i el nombre mitjà de persones que vivien en cada família era de 3,22.
Per edats la població es repartia de la següent manera: un 30,6% tenia menys de 18 anys, un 10% entre 18 i 24, un 27% entre 25 i 44, un 20,8% de 45 a 60 i un 11,7% 65 anys o més.
L'edat mediana era de 32 anys. Per cada 100 dones de 18 o més anys hi havia 78,3 homes.
La renda mediana per habitatge era de 22.917 $ i la renda mediana per família de 25.714 $. Els homes tenien una renda mediana de 22.063 $ mentre que les dones 15.978 $. La renda per capita de la població era de 9.964 $. Entorn del 29,4% de les famílies i el 31,2% de la població estaven per davall del llindar de pobresa.

## Poblacions més properes
El següent diagrama mostra les poblacions més properes.